# Вайс, Ави
Рав Ави Вайс (род. 1944) — американский раввин (современная ортодоксия), президент «Коалиции озабоченных евреев» («Амха») Америки, раввин синагоги Еврейский институт Ривердейл в Бронксе, преподаватель колледжа Стерна при Иешива-университете, основатель иешивы «Ховевей Тора», автор нескольких книг и многочисленных публикаций в прессе.
Общественная активность рабби Вайса началась с участия в борьбе за освобождение советских евреев. Позже, в конце 1980-х годов, он выступал против создания монастыря в помещении, служившем хранилищем для отравляющих веществ, применявшихся нацистами.
Он выезжал в Польшу, где протестовал против попыток польских властей и католических кругов замалчивать масштабы Холокоста. Активист борьбы за мир на Ближнем Востоке и прекращения разгула исламского терроризма.